# Chopin Etiudy. Przystanek Woodstock
Chopin Etiudy. Przystanek Woodstock – album wideo pianisty Leszka Możdżera oraz formacji Tymon Tymański Polish Brass Ensemble. Wydawnictwo ukazało się na płycie DVD 20 lipca 2012 roku nakładem wytwórni muzycznej Złoty Melon. Nagrania zostały zarejestrowane w 2010 roku podczas występu w ramach festiwalu Przystanek Woodstock w Kostrzynie nad Odrą.
Poza Możdżerem i Tymańskim, który zagrał na kontrabasie na płycie wystąpili trębacz Antoni "Ziut" Gralak, puzonista Bronisław Duży, saksofoniści Marcin Ślusarczyk i Irek Wojtczak oraz perkusista Kuba Staruszkiewicz.

## Lista utworów
1. "Intro"
2. "Etiuda C Op. 10 Nr 1" (arr. Leszek Możdżer)
3. "Etiuda F Op. 10 Nr 9" (arr. Leszek Możdżer)
4. "Etiuda E Op. 10 Nr 3" (arr. Leszek Możdżer)
5. "Etiuda C Op. 25 Nr 12" (arr. Leszek Możdżer)
6. "Etiuda Ges Op. 25 Nr 9" (arr. Ireneusz Wojtczak)
7. "Etiuda C Op. 10 Nr 7" (arr. Leszek Możdżer i Ryszard Tymon Tymański)
8. "Etiuda C Op. 10 Nr 12" (arr. Antoni Ziut Gralak)
9. "Jurek o projekcie "
10. "Preludium E Op. 28 Nr 4" (arr. Bronisław Duży)
11. "Podziękowania – Sto lat"
12. "Etiuda E Op. 10 Nr 3 Solo" (utwór dodatkowy)